# Ciclabile della Val Venosta
La ciclabile della Val Venosta (in tedesco Vinschger Radweg) fa parte delle piste ciclabili dell'Alto Adige. Questo percorso ciclabile parte dal passo Resia e discende tutta la val Venosta sempre lungo l'Adige passando per Merano fino ad arrivare a Bolzano.

## Descrizione

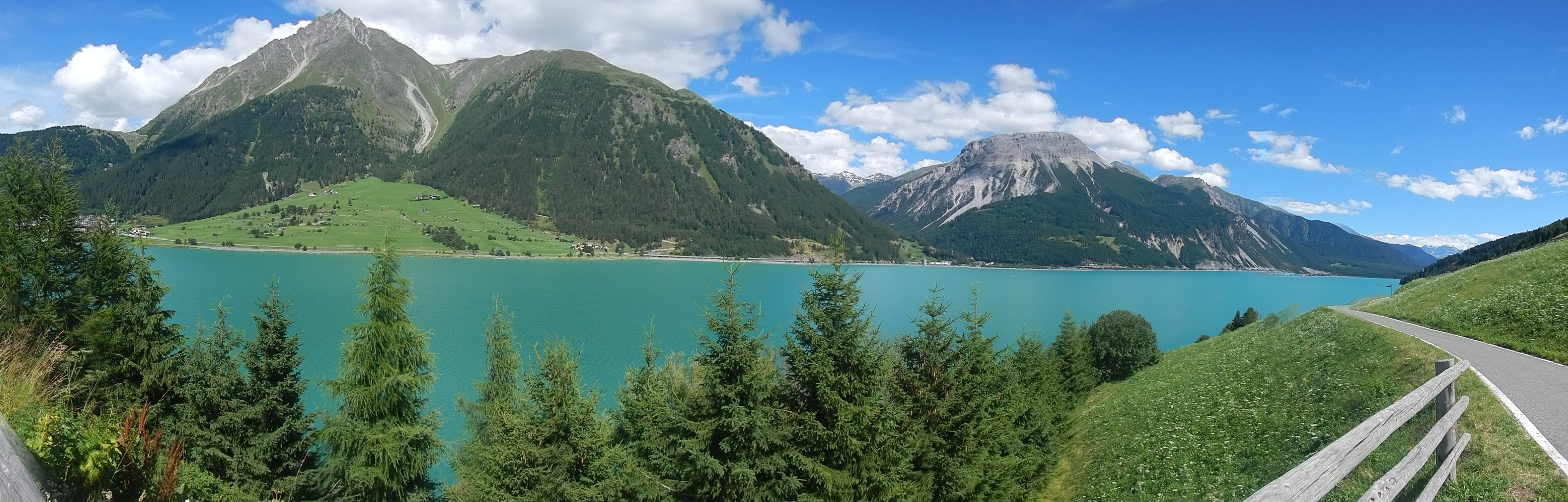
La ciclabile lungo il lago di Resia

La ciclabile della Val Venosta segue un percorso quasi sempre asfaltato e facile da seguire in quanto sempre ben segnalato. Il percorso ciclabile si sviluppa per lo più su strade secondarie dando la possibilità al cicloturista di entrare nei vari paesi attraversati.
Essa inizia presso il passo di Resia e quindi dal confine italiano con l'Austria, da qui si costeggia il lago di Resia e quindi il lago di San Valentino alla Muta, fino ad arrivare a Burgusio, dove si possono ammirare il castello del Principe, l'Abbazia di Monte Maria e il sacrario militare di Passo Resia. Da qui discendendo ancora la vallata si passano la località di Malles, il paese delle torri, e la storica cittadina di Glorenza. Sempre seguendo il corso dell'Adige si prosegua per Sluderno, con l'annesso castel Coira, Lasa, famosa per il suo marmo, poi Silandro, Castelbello con l'omonimo castello e il castel Juval dove vive l'alpinista Reinhold Messner. Presso il paese successivo C si trova sia il santuario della Madonna di Senales, ma si apre la valle del Similaun, dove nel 1991 è stata ritrovata la mummia del Similaun, Ötzi. Infine, superando gli ultimi paesini come Naturno e Parcines, si arriva finalmente a Merano, cittadina famosa per il Touriseum, le terme, ma anche per il vicino castel Tirolo e il birrificio storico della Forst.
Da qui inizia il tratto verso la città di Bolzano, passando per i centri abitati di Lana, Vilpiano, Nalles, Terlano e Vilpiano. In località Ponte Adige vi è la possibilità di deviare percorrendo la ciclabile dell'Oltradige, la quale costeggia la strada del vino, ovvero una ciclopista che conduce dapprima ad Appiano, Caldaro, con l'omonimo lago, Termeno concludendosi a Salorno.

## Tappe principali
- Passo Resia (Reschenpass) 1 504 m s.l.m.
- Malles Venosta (Mals) 1 051 m s.l.m.
- Glorenza (Glurns) 907 m s.l.m.
- Sluderno (Schluderns) 921 m s.l.m.
- Lasa (Laas) 868 m s.l.m.
- Silandro (Schlanders) 720 m s.l.m.
- Castelbello (Kastelbell) 587 m s.l.m.
- Naturno (Naturns) 528 m s.l.m.
- Parcines (Partschins) 626 m s.l.m.
- Merano (Meran) 325 m s.l.m.
- Lana 310 m s.l.m.
- Vilpiano (Vilpian) 258 m s.l.m.
- Nalles (Nals) 331 m s.l.m.
- Terlano (Terlan) 250 m s.l.m.
- Vilpiano (Vilpian) 258 m s.l.m.
- Bolzano (Bozen) 232 m s.l.m.